# Чемпионат мира по шорт-треку среди юниоров 2016
Чемпионат мира по шорт-треку среди юниоров 2016 года проходил с 29-31 января в Софии (Болгария).
Чемпионат включает в себя четыре дистанции — 500, 1000, 1500 и 1500 метров — суперфинал. На дистанциях сначала проводятся предварительные забеги, затем лучшие шорт-трекисты участвуют в финальных забегах. Чемпионом мира становится спортсмен, набравший наибольшую сумму очков по итогам четырёх дистанций. В случае равенства набранных очков преимущество отдаётся спортсмену занявшему более высокое место в суперфинале на дистанции 1500 м. Также проводятся с 2001 года эстафеты по три человека у девушек и у юношей на 2000 м. С 2011 года в эстафетах участвует по четыре человека на дистанциях 3000 м. С 2019 года абсолютный чемпион не разыгрывается.

## Общий медальный зачёт
| Место | Страна           | Золото | Серебро | Бронза | Всего |
| ----- | ---------------- | ------ | ------- | ------ | ----- |
| 1     | Китай            | 8      | 1       | 4      | 13    |
| 2     | Республика Корея | 1      | 7       | 3      | 11    |
| 3     | Нидерланды       | 1      | 1       | 1      | 3     |
| 4     | Венгрия          | 0      | 1       | 0      | 1     |
| 5-6   | Россия           | 0      | 0       | 1      | 1     |
| 5-6   | Канада           | 0      | 0       | 1      | 1     |

## Медалисты

### Юноши
| Дисциплина        | Золото                               | Серебро                                     | Бронза                                                   |
| ----------------- | ------------------------------------ | ------------------------------------------- | -------------------------------------------------------- |
| 500 м             | Сюй Хунчжи Китай                     | Шаоанг Лю Венгрия                           | Стивен Дюбуа Канада                                      |
| 1000 м            | Жэнь Цзывэй Китай                    | Лим Ён Джи Республика Корея                 | Ма Вэй Китай                                             |
| 1500 м            | Лим Ён Джи Республика Корея          | Жэнь Цзывэй Китай                           | Ким Си Ун Республика Корея                               |
| 1500 м суперфинал | Жэнь Цзывэй Китай                    | Ма Вэй Китай                                | Лим Ён Джи Республика Корея                              |
| Многоборье        | Жэнь Цзывэй Китай                    | Лим Ён Джи Республика Корея                 | Ма Вэй Китай                                             |
| Эстафета-3000 м   | Жэнь Цзывэй Ма Вэй Юй Вэй Сюй Хунчжи | Ли Сён Хун Ким Си Ун Хван Дэ Хон Лим Ён Джи | Даниил Ейбог Денис Айрапетян Артём Козлов Павел Ситников |

### Девушки
| Дисциплина        | Золото                                       | Серебро                                  | Бронза                                                    |
| ----------------- | -------------------------------------------- | ---------------------------------------- | --------------------------------------------------------- |
| 500 м             | Цюй Чуньюй Китай                             | Ли Ю Бин Республика Корея                | Цзан Ицзэ Китай                                           |
| 1000 м            | Цюй Чуньюй Китай                             | Ли Су Ён Республика Корея                | Ли Ю Бин Республика Корея                                 |
| 1500 м            | Сюзанне Схюлтинг Нидерланды                  | Ли Су Ён Республика Корея                | Цюй Чуньюй Китай                                          |
| 1500 м суперфинап | Сюзанне Схюлтинг Нидерланды                  | Ли Ю Бин Республика Корея                | Цзан Ицзэ Китай                                           |
| Многоборье        | Цюй Чуньюй Китай                             | Сюзанне Схюлтинг Нидерланды              | Ли Ю Бин Республика Корея                                 |
| Эстафета-3000 м   | Цюй Чуньюй Ли Цзиньюй Цзан Ицзэ Чжан Мяохуэй | Ли Ю Бин Пак Юн Хён Ли Су Ён Юн Джун Мин | Сюзанне Схюлтинг Авалон Аардом Тинеке ден Дюлк Джоя Ланси |